# Droid (Star Wars)

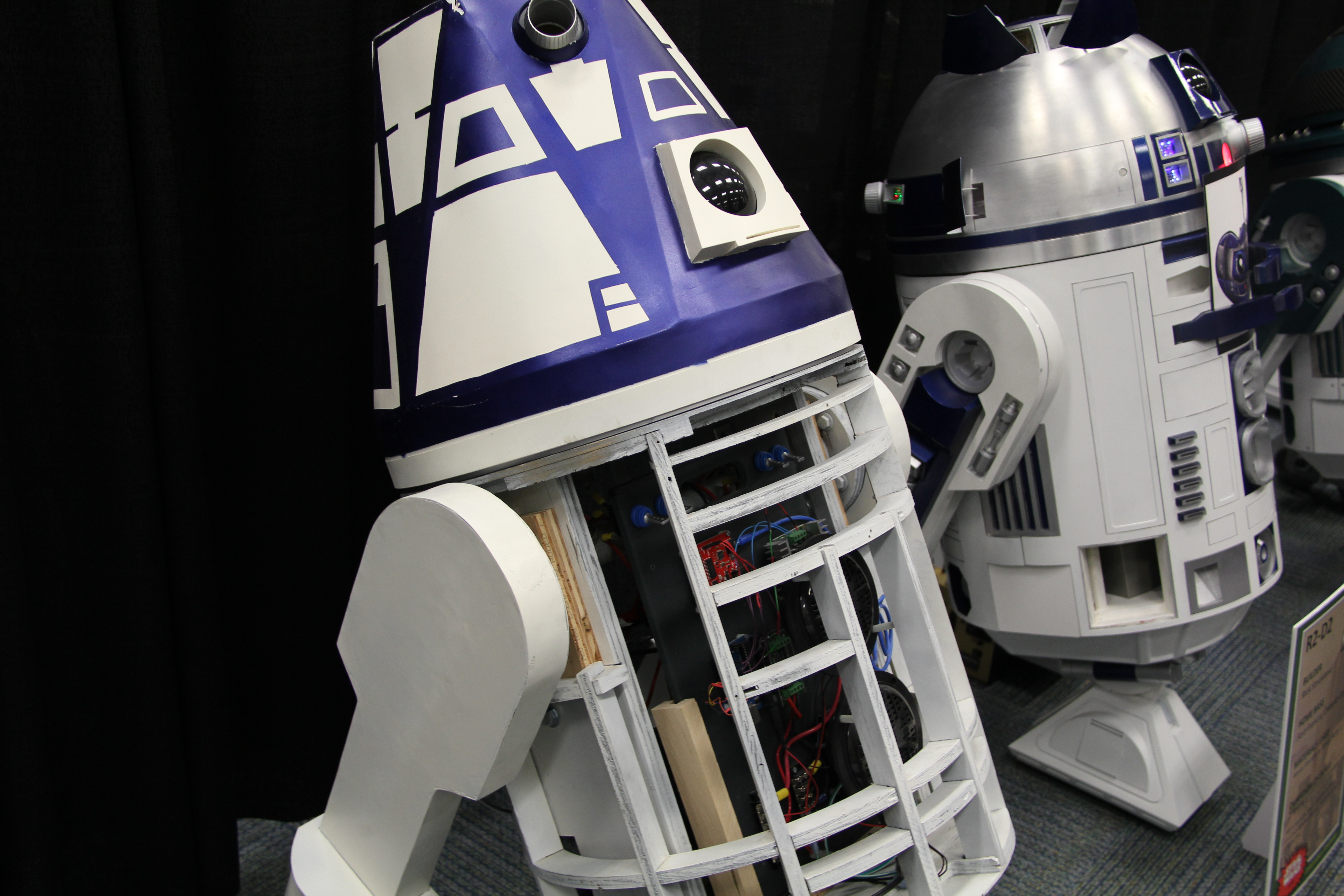
SWCA - From Droid Builder's Club Room

Een droid is een robot in het fictieve Star Warsuniversum. De naam is een korte vorm van het Engelse android (androïde, menselijk). De afkorting werd voor het eerst gebruikt in het korte verhaal Robots of the World! Arise! van Mari Wolf uit 1952, maar wordt nu voornamelijk met Star Wars geassocieerd. LucasFilm heeft het copyright op de term.
Over de droids C-3PO en R2-D2, twee centrale personages in Star Wars, is er een geanimeerde reeks, Droids genaamd, die vertelt wat de droids meemaken in de periode tussen Star Wars: Episode III: Revenge of the Sith en Star Wars: Episode IV: A New Hope.
In de Star Wars-reeks komen veel droids voor. Droids werden voor van alles en nog wat gebruikt; denk hierbij aan het medenavigeren van schepen (Astromechdroid), het vertalen van de onbekende talen of informatie verschaffen over een bepaald object (Protocoldroid) of meevechten in oorlogen (Gevechtsdroid, Vernietigingsdroid).
Een protocoldroid en een astromechdroid vullen elkaar goed aan; de astromechdroid denkt enkel logisch en aan hoe hij zijn opgegeven doel kan bereiken terwijl de protocoldroid ervoor zorgt dat ze niet in gevaar terechtkomen. Soms hoort hier ook nog een battledroid bij, die dan voor extra verdediging zorgt.
Er bestaan nog andere soorten droids:

## Soorten droids

### 2-1B
2-1B is een medische droid in menselijke vorm die actief was in Echo Base op Hoth bij de Rebellenalliantie in Star Wars: Episode V: The Empire Strikes Back. Gedurende de Slag om Hoth helpt hij Luke Skywalker twee maal. De laatste hiervan is dit het plaatsen van een kunstmatige hand bij Luke.

### 8D8
de 8D8 is een mensachtige dunne droid die werkt in de Cyborg Operations Division van Jabba the Hutt. Hier werkte hij onder EV-9D9 om levende wezens en droids te folteren.

### Asp droid
De Asp droid is een 1,6 meter hoge werk droid. Ze komen voor in Star Wars: Episode V: The Empire Strikes Back

### Cameradroid
In een podrace vliegen er verschillende cameradroids rond die het publiek alles laten volgen wat er in de race gebeurt. Deze komen ook voor in het senaatsgebouw op Coruscant.

### EV-9D9
EV-9D9 is een 1,9 meter hoge droid die aan het hoofd stond van de Cyborg Operations van Jabba The Hutt. In Star Wars: Episode VI: Return of the Jedi is deze droid verantwoordelijk voor R2-D2's en C-3PO's job invulling als Luke Skywalker hen naar Jabba The Hutt stuurt als cadeau tijdens zijn list om Han Solo te bevrijden.

### FX-7
Deze droid is een cilindervormige droid die gebruikt wordt als assistent tijdens medische ingrepen. Hij helpt in Star Wars: Episode V: The Empire Strikes Back 2-1B met het plaatsen van de kunstmatige hand van Luke Skywalker

### Identification droid
Identificatiedroids kunnen niet eens bewegen, zij moeten gewoon mensen of personen herkennen en enkel toegang verlenen aan bepaalde personen.

### Imperial Mark IV Sentry Droid
De vliegende droid van 0,3 meter wordt door de Stormtroopers van het Galactic Empire gebruikt in Star Wars: Episode IV: A New Hope om te patrouilleren in de woestijn van Mos Eisley.

### Imperial probe droid
In Star Wars: Episode V: The Empire Strikes Back worden deze zwarte spinvormige probe droids in groten getale gebruikt om de basis van de Rebellenalliantie te vinden. Deze droids vliegen doorheen de ruimte en verzamelen informatie die ze doorsturen naar de Star Destroyers. Ze beschikken over een kanon om zich te beschermen en kunnen eveneens zichzelf opblazen als hun missie volbracht is.

### IT-O
De IT-O droid zijn bolvormige droids met diameter 0,3 meter die op één meter hoogte vliegen. Ze werden door de Galactic Empire gebruikt als folterende ondervragers. De IT-O wordt onder andere gebruikt in Star Wars: Episode IV: A New Hope bij de ondervraging van Leia Organa.

### Mouse droid
De mousse droid moet de kortste weg moeten berekenen in een groot gebouw of schip zodat soldaten simpelweg deze muisdroid moeten volgen.

### MSE-6 droid
MSE-6droids zijn droids die voorkomen op het deck van de Star Destroyer en de Death Star en kleine onderhoudstaken uitvoeren. Ze maken een zoemend geluid tijdens het bewegen en uitvoeren van hun taken.

### Pit droid
De pit droid is een 1,19 meter hoge droid die voorkomt op Cyrillia en als taak heeft het herstellen van schade en gebreken. Ze komen voor tijdens de podracing in Star Wars: Episode I: The Phantom Menace. Als ze niet in gebruik zijn of als op hun neus getikt worden, vouwen ze op tot een compact pakketje.

### PK-droid
De PK-droid is een robot in dienst van de Trade Federation die als arbeider of uitvoerders van klein taken gebruikt werden zoals op de Battleships. Ze gelijk op kleine menselijke kinderen met een lampekap als hoofd. Ze komen voor in Star Wars: Episode I: The Phantom Menace

### Power droid
De 1,1 meter hoge Power Droids zijn niet meer dan een wandelende batterij. Ze zijn een kubusvormige droid op 2 accordeonbenen die elektrische installaties en droids voorzien van extra energie. In de Star Wars: Episode IV: A New Hope en Star Wars: Episode V: The Empire Strikes Back komen ze voor zowel bij de Galatic Empires Death Star als in de basissen van de Rebellenalliantie.

### Protocoldroid
Bestaande uit de 3PO-reeks, de CZ-reeks en enkel andere zoals 4-LOM.

### RA-7 Death Star Droid
Deze 1,7 meter hoge droid is een mensachtige robot gelijkend op de protocoldroid maar met een insect-achtig gezicht. Ze werden gebruikt door het Galactische Keizerrijk op de Death Star als bedienden en spionnen. Ze komen voor in Star Wars: Episode V: The Empire Strikes Back

### RIC-920
De RIC-920 is een droid die fungeert als transportmiddel in de straten van Mos Espa op Tatooine en komt voor in Star Wars: Episode II: Attack of the Clones. Ze beschikken als onderste ledematen over een cilinder waarop rupsbanden liggen waardoor ze al rollend voortbewegen. Sommige RIC worden ook in sportwedstrijden gebruikt waaronder nuna-ball.

### Salvage droid
Deze droids komen voor in Star Wars: Episode I: The Phantom Menace waarbij ze gebruikt worden om de wrakken van gestrande deelnemers aan de podrace op te ruimen. Het zijn schotelvormige droids met eronder 4 gelede armen.

### Sith Probe droid
Om de voortvluchtige Padmé Amidala te traceren gebruikt de sith Darth Maul een aantal bolvormige vliegende droids die hij kan besturen vanuit zijn Sith Infiltrator in Star Wars: Episode I: The Phantom Menace. Darth Maul bezit ook een armband waarmee hij deze probe droids kan bedienen.

### WED Treadwell droid
Deze droid heeft een verrekijker-achtig hoofd en een telescopische nek. Hij beschikt over beweegbare armen waarmee hij zaken kan herstellen. De WED spreekt een binaire codetaal. De Lars familie beschikt over zo een droid die het begeeft op het moment dat Luke Skywalker Tatooine verlaat in Star Wars: Episode IV: A New Hope.